# Famille Slim
Cette page explique l’histoire ou répertorie les différents membres de la famille Slim.
La famille Slim est une famille tunisienne qui appartient à la grande notabilité tunisoise. Elle descend du général Slim, acheté sur le marché des esclaves et vendu comme mamelouk à un commerçant djerbien qui l'offre au bey de Tunis au début du XIXe siècle ; ce dernier poursuit une brillante carrière militaire et politique sous les règnes d'Ahmed Bey, Mohammed Bey et Sadok Bey dans la deuxième moitié du XIXe siècle.
À la fin du XIXe et au début du XXe siècles, la famille compte des dignitaires de l'administration. Dans les années 1930, deux membres de la famille militent au sein du Néo-Destour et sont honorés par des fonctions importantes : Mongi Slim à la fin du régime husseinite puis sous la république et Taïeb Slim sous la république.

## Personnalités
- Général Slim (?-1882), caïd-gouverneur et ministre[1]
- Hédi Slim, caïd-gouverneur[1]
- Hédi Slim, homme d'affaires
- Mahmoud Slim, caïd-gouverneur[1]
- Mohsen Slim, caïd-gouverneur[1]
- Mongi Slim (1908-1969), militant, ambassadeur et ministre[1]
- Salah Slim, caïd-gouverneur[1]
- Taïeb Slim (1914-1993), militant, ambassadeur et ministre[1]